# Fatum (Sinding)
Fatum, Klavier-Variationen is een compositie van Christian Sinding. Het is een werk in het genre thema met variaties, in dit geval zeventien. Het werk kende maar een geringe populariteit. Pas in 1993 werd het voor het eerst op compact disc vastgelegd.
De variaties:
1. Andante sostenuto
2. Agitato
3. Allegro molto
4. Impetuoso
5. Allegretto
6. Andantino
7. Adagio
8. Allegro
9. Molto sostenuto
10. Vivace
11. Molto allegro
12. Tempo di marcia
13. Prestissimo
14. Allegro
15. Vivace
16. Alla marcia
17. Lugubre
18. Andante sostenuto

Sandra Droucker was een Noorse pianiste van Russisch/Duitse komaf.